# YES2
Спутник Young Engineers' Satellite 2 (YES2) (второй спутник молодых инженеров) — это спутник, который был создан почти исключительно студентами инженерных специальностей по заказу Европейского космического агентства на базе фирмы Delta-Utec SRC. Масса спутника составляет 36 килограмм. Запуск произошёл 14 сентября 2007 г. в 13:00 МСК с космодрома Байконур в составе научного спутника «Фотон-М3».
Эксперимент со спутником YES2 должен был состояться под конец программы полёта спутника «Фотон-М3». Цель эксперимента состояла в развёртывании троса длиной 30 км с закреплённой на конце возвращаемой капсулой Фотино. Предполагалось продемонстрировать возможность возвращения с орбиты грузов без применения ракетных двигателей.

## Участники проекта
Большая часть работ по разработке и созданию спутника YES2 была выполнена студентами и молодыми инженерами.
В начальной фазе проекта работы были распределены между пятью университетами и фирмой Delta-Utec SRC. Этими «центрами компетенции» стали: Университет Кента (Великобритания), Университет Патр (Греция), Университет Модена и Реггио Емилия (Италия), Высшая школа Нидеррейн (Германия) и Самарский государственный аэрокосмический университет им. академика С. П. Королёва (Россия). В каждом университете работы возглавлялись одним профессором и весь проект координировался фирмой Delta-Utec.
В заключительной фазе проекта работы проходили в основном в офисе фирмы Delta-Utec в городе Лейден (Нидерланды) и в расположенном неподалёку центре ЕКА в городе Нордвейк (Нидерланды). Именно там спутник был собран и проходил тестирование в течение многих недель.
Тестировались, среди прочего:
- электро-магнитная помехоустойчивость в испытательной камере «Максвелл»
- поведение в смоделированных космических условиях в охлаждаемой вакуумной камере
- виброустойчивость на «шейк-столе», с целью проверки устойчивости спутника к ускорениям, возникающим при старте ракеты
- функционирование всех систем и компонентов спутника

В начале мая 2007 г. YES2 был передан ЕКА и послан в ЦКБ Прогресс в Самаре, где его в июне 2007 г. в целях проверки прикрепили к аппарату Фотон-М3. После окончания испытаний YES2 отделили и послали на Байконур, где все части эксперимента «Фотон-М3» были собраны вместе и 14 сентября запущены в космос.

## Устройство спутника

### ФЛОЙД (FLOYD)
Foton Located YES2 Deployer — часть спутника, расположенная на Фотоне, и содержащая большую часть электроники и сам трос. ФЛОЙД состоит из шестиугольной камеры, в которой расположен намотанный на катушку трос. Электроника расположена в двух корпусах — в одном, находящемся поверх камеры с тросом — т. н. «Аттике» и во втором, расположенном на стороне камеры с тросом и выполненном в виде куба, названном «XBOX». Сверху Аттика расположена система выпуска и «рейки цирюльника». «Рейка цирюльника» представляет собой тормоз для троса. При помощи шагового двигателя трос наматывается на круглый, шероховатый цилиндр — «рейку цирюльника», с тем, чтобы при помощи трения притормозить трос.

### ВМИС (MASS)
Вспомогательная механическая и измерительная система (Mechanical and data Acquisition Support System — MASS) к моменту начала миссии закреплена на ФЛОЙДЕ. ВМИС состоит из круглого основания, цилиндра, закреплённого на нём и воронки, смонтированной на цилиндре. Вокруг цилиндра закреплены прочие отделения с электроникой, которые управляют выпуском возвращаемой капсулы.

### Фотино
Фотино представляет собой сферу весом примерно 5,5 кг, состоящую преимущественно из кремния, алюминия, полиуретана и оксида алюминия, подготовленного специальным образом. К началу эксперимента капсула Фотино была закреплена в воронке модуля ВМИС. Внутри капсулы находятся приборы для определения координат и связи.

## Результат эксперимента
На одиннадцатый день полёта аппарата «Фотон-М3», 25 сентября 2007 г., состоялся эксперимент YES2.
- в 7:46 МСК, при помощи пироболтов произошло разделение модулей ВМИС и ФЛОЙД.
- 5 минут после начала: пришло подтверждение из ЦУП об успешном отделении аппарата
- 20 минут после начала: подтверждение о разматывании 300 метров троса
- 2 часа после начала: окончание первой фазы эксперимента. Трос размотан на 3880 метров. Контрольная остановка разматывания. Подтверждение начала второй фазы — дальнейшей размотки
- После этого никаких подтверждений о дальнейшем состоянии эксперимента не поступало. В 10:22 МСК трос должен был быть перерезан и капсула должна была начать спуск
- Приземление капсулы должно было состоятся в 11:00 МСК. В предполагаемом районе спуска находилась команда с аппаратурой для приёма сигналов капсулы Фотино
- После обработки данных телеметрии выяснилось, что во время второй фазы эксперимента размотка троса проходила медленнее, чем предполагалось. В результате этого ко времени обрезки троса он был размотан не на 30 км, а всего лишь на 8,5 км[2].
- После дополнительного анализа данных других экспериментов, находившихся в возвращаемой капсуле аппарата Фотон-М3, было сделано предположение, что трос был размотан на полную длину 30 км, а информация о неполной размотке троса была получена вследствие неправильных показаний датчика, измеряющего скорость размотки троса. Подтверждением этому служит также тот факт, что капсула Фотино не была найдена на орбите службами контроля космического пространства — то есть капсула вошла в атмосферу[3].